# Franciszek Król
Franciszek Król (ur. 4 sierpnia 1913 w Garczu w powiecie kartuskim, zm. 21 listopada 1999 w Chojnicach) – działacz społeczny, naczelnik chojnickiej Lokomotywowni PKP w latach 1962-1974.

## Życiorys
Uczęszczał do szkoły powszechnej w Lubiszewie (pow. tczewski), później Szkoły Rzemieślniczo-Przemysłowej w Tczewie. Pracował w warsztacie ślusarskim, następnie w Fabryce Drożdży w Tczewie i Pomorskiej Elektrowni Krajowej w Gródku, a w lipcu 1938 roku rozpoczął pracę w Warsztatach Głównych PKP w Tczewie.
Z chwilą wybuchu wojny, w czasie podróży służbowej do Bydgoszczy, został ranny odłamkiem bomby nieprzyjaciela i zabrany przez wojska niemieckie do Stalagu II E Gross Born, później przeniesiony do Stalagu II A Neubrandenburg i w tamtejszym szpitalu obozowym przeszedł operację.
Po zwolnieniu z obozu w roku 1940 został skierowany do pracy przy budowie zniszczonego mostu kolejowego przez Wisłę w Tczewie, a w listopadzie 1941 roku wywieziony na przymusowe roboty w firmie E. Klose Berlin, która zajmowała się odbudową zniszczonych mostów kolejowych.
Pod koniec 1943 roku znalazł się na terenie Belgii. Z pomocą tamtejszych partyzantów, w sierpniu 1944 roku, udało mu się zbiec z pracy.
Po wkroczeniu wojsk amerykańskich zgłosił się ochotniczo do Wojska Polskiego i został przetransportowany do Wielkiej Brytanii, gdzie otrzymał przydział do Centrum Wyszkolenia Pancernego.
W grudniu 1946 roku wrócił do kraju i podjął pracę w Lokomotywowni PKP w Tczewie jako pomocnik maszynisty, natomiast w grudniu 1946 został przeniesiony do Lokomotywowni PKP w Malborku już jako maszynista parowozu. W maju 1954 roku otrzymał mianowanie na instruktora drużyn lokomotywowych.
W 1960 roku ukończył wydział zaoczny Technikum Kolejowego w Bydgoszczy. W 1961 roku wstąpił do PZPR, gdzie pełnił funkcję członka Egzekutywy KM PZPR.
W październiku 1962 roku został przeniesiony do Lokomotywowni PKP I klasy w Chojnicach na stanowisko Naczelnika. Pełnił tę funkcję aż do przejścia na emeryturę w październiku 1974.
Był inicjatorem i uczestnikiem wielu czynów społecznych na rzecz miasta i chojnickiej PKP, m.in.
- budowy osiedla domków jednorodzinnych "Kolejarz" w Chojnicach (1972) – pełnił funkcję Przewodniczącego Komitetu Budowy Osiedla
- rozbudowy przepompowni i udostępnienia należącego do PKP wodociągu miastu, które borykało się z brakiem wody (1962-1965)
- budowy pawilonu lekcyjnego dla Szkoły Podstawowej Nr 3 w Chojnicach (1967)
- rozbudowy Szkoły Zawodowej przy pl. Niepodległości w Chojnicach (1968)

W czasie, gdy piastował stanowisko Naczelnika nastąpił gwałtowny rozwój chojnickiej Lokomotywowni. Wiele z inicjatyw składających się na ten sukces wynikała z osobistego zaangażowania Franciszka Króla, m.in. pobudowane zostały magazyny i warsztaty przy ul. Towarowej, rozbudowane obiekty administracyjne, socjalne i warsztatowe Lokomotywowni, powstały szatnie dla drużyn trakcyjnych, warsztaty remontowe i uczniowskie oraz szereg innych ulepszeń przyczyniających się do poprawy warunków pracy i BHP.
Z chwilą, gdy obejmował stanowisko (1962) Lokomotywownia zatrudniała około 300 pracowników i dysponowała 30 lokomotywami. Gdy odchodził na emeryturę (1974) zatrudnienie wynosiło niespełna 800 osób, a tabor liczył 70 lokomotyw.

## Odznaczenia
- Krzyż Kawalerski Orderu Odrodzenia Polski (25 czerwca 1969)
- Złoty Krzyż Zasługi (27 lipca 1964)
- Odznaka tytułu honorowego „Zasłużony Kolejarz PRL” (22 sierpnia 1972)
- Wpis w poczet „Zasłużonych Obywateli dla miasta Chojnice” (1976)
- Brązowy Medal „Za zasługi dla obronności kraju” (10 października 1969)
- Srebrny Medal „Za Zasługi dla Pożarnictwa” (11 czerwca 1969)
- Srebrna Honorowa Odznaka Federacji Kolejarz (25 kwietnia 1972)
- Brązowa Honorowa Odznaka Federacji Kolejarz (27 czerwca 1966)
- Złota Odznaka „Zasłużony Działacz LOK” (15 września 1971)
- Srebrna Odznaka „Zasłużony Działacz LOK” (20 czerwca 1966)
- Srebrna Odznaka Odznaka „Przodujący Kolejarz” (11 września 1966)